# Bari Challenger 1982
Il Bari Challenger 1982 è stato un torneo di tennis facente parte della categoria ATP Challenger Series nell'ambito dell'ATP Challenger Series 1982. Il torneo si è giocato a Bari in Italia dal 12 al 18 aprile 1982 su campi in terra rossa.

## Vincitori

### Singolare
Paul McNamee ha battuto in finale  Balázs Taróczy con il punteggio di 6–2, 6–2

### Doppio
Alejandro Ganzábal /  Gustavo Guerrero hanno battuto in finale  Luca Bottazzi /  Ivan Du Pasquier con il punteggio di 6–3, 6–2